# Ponte di Visletto
Der Ponte di Visletto (italienisch für «Brücke von Visletto») war eine Strassenbrücke über den Fluss Maggia im Schweizer Kanton Tessin. Die im frühen 19. Jahrhundert gebaute Brücke stürzte bei einem Jahrhunderthochwasser der Maggia in der Nacht vom 29. zum 30. Juni 2024 teilweise ein. Später wurde sie kontrolliert zum Einstürzen gebracht. Bis voraussichtlich im November 2026 soll der Neubau stehen.

## Lage
Die Brücke von Visletto, bei der noch eine zweite, gleichnamige Brücke der ehemaligen Bahnlinie Locarno–Bignasco steht, überquerte den Fluss an einer engen Stelle im Schwemmland des wilden Berggewässers. Über sie führte die Hauptstrasse 407 in der Nähe der Kirche San Defendente von Visletto, einem Ortsteil der Gemeinde Cevio. Die Talsohle entlang der Maggia ist auf einer Länge von 13 Kilometern als breites Flussbett mit Kiesinseln und Auwald ausgebildet und wegen ihrer geologischen und biologischen Bedeutung als Auenschutzgebiet Maggia geschützt und zudem als Vogelschutzzone im Netzwerk Important Bird Area ausgewiesen. Zwischen dem steilen Berghang beim Weiler Visletto auf der linken Seite des Flussbetts und dem Kulturland von Cevio auf der rechten Seite ist das Auengebiet der Maggia auf eine schmale Partie eingeengt, weil der von Westen aus dem Hochgebirge kommende Nebenfluss Rovana im Lauf von Jahrtausenden einen mächtigen Geröllfächer im Tal geschaffen und dabei die Maggia ganz an den linken Rand des Tales gedrängt hatte.

## Geschichte
Die Strassenbrücke wurde um 1830 beim Ausbau der ersten Fahrstrasse im Tal durch den jungen Kanton Tessin errichtet. Vorher führten die Fusswege und Saumpfade im mittleren Maggiatal einerseits östlich des Flusses durch Visletto zur Brücke von Bignasco und andererseits von einer Furt durch die Maggia bei Boschetto über die alte Rovanabrücke nach Cevio. Die Vislettobrücke überquerte den Fluss annähernd im rechten Winkel und bildete daher im Verlauf der Talstrasse eine enge Kurve. Sie stand zwischen den Widerlagern auf zwei sechseckigen Strompfeilern mit flussaufwärts gerichteten, leicht abgerundeten Vorköpfen und hatte drei weite, gemauerte Bögen. Die linksufrige Böschung ist unterhalb der Brücke mit einer hohen Stützmauer gesichert, auf der die Hauptstrasse verläuft.
Die um 1907 etwas unterhalb der Strassenbrücke gebaute Eisenbahnbrücke, die ebenfalls Ponte di Visletto genannt wird, verbindet die beiden Ufer wegen des möglichen Kurvenradius der Zufahrtstrecke auf einer schrägen und dadurch etwas längeren Linie. Am 30. Mai 1923 kam es hier zum Eisenbahnunfall von Visletto mit vier Toten. Nach der Einstellung des Bahnbetriebs 1965 blieb die Stahlgitterbrücke lange Zeit unbenützt stehen, bis sie um 2020 als Übergang für den Langsamverkehr wiederhergestellt wurde.
Das Maggiatal wurde immer wieder von schweren Hochwasserkatastrophen getroffen. In den Jahren 1648, 1868, 1924 und 1978 richteten besonders starke Überschwemmungen und Murgänge schwere Schäden an einigen Ortschaften und den Verkehrswegen an. Das Hochwasser von 1978 zerstörte die Flussbrücke von Moghegno, während damals die zwei Brücken bei Visletto unbeschädigt blieben. Die im 19. und 20. Jahrhundert ausgeführten umfangreichen Ufersicherungen oberhalb der Brücke von Visletto schützten den westlichen Brückenkopf. Das Flussbett war unter der Strassenbrücke mit einem Belag aus grossen Steinblöcken gegen Erosion geschützt.
Um 1950 verstärkte der Kanton Tessin die Maggiatalstrasse und die Flussübergänge im Hinblick auf den Bau der Wasserkraftanlagen der Maggia Kraftwerke. Dabei erhielt die aus Mauerwerk bestehende Visletto-Strassenbrücke Verstärkungen aus Beton im Inneren der Bögen und eine breitere Betonfahrbahn mit einem einfachen Rohrgeländer, so dass sie für den zweispurigen Verkehr genügte. Die enge Kurve am östlichen Brückenkopf wurde mit einer Betonplatte erweitert.
In jüngster Zeit liess der Kanton Tessin oberhalb der Brücke am rechten Ufer der Maggia mehrere starke, hohe Buhnen aus grossen Gneisblöcken einbauen, um den Strassendamm und das westliche Widerlager vor der Erosion des Flusses zu schützen. Diese Massnahme wurde nötig, weil die Maggia mit der Zeit ihr Gerinne in diesem Abschnitt immer mehr nach Westen verlagerte. Der Fluss floss im Auengebiet noch bis um die Mitte des 20. Jahrhunderts von Norden zum Brückenstandort und traf die Brückenpfeiler von vorne; seit dem Hochwasserereignis von 1978 liegt das Gerinne jedoch weiter im Westen, so dass das Wasser aus einem schrägen Winkel von Nordwesten zu den Pfeilern strömt.

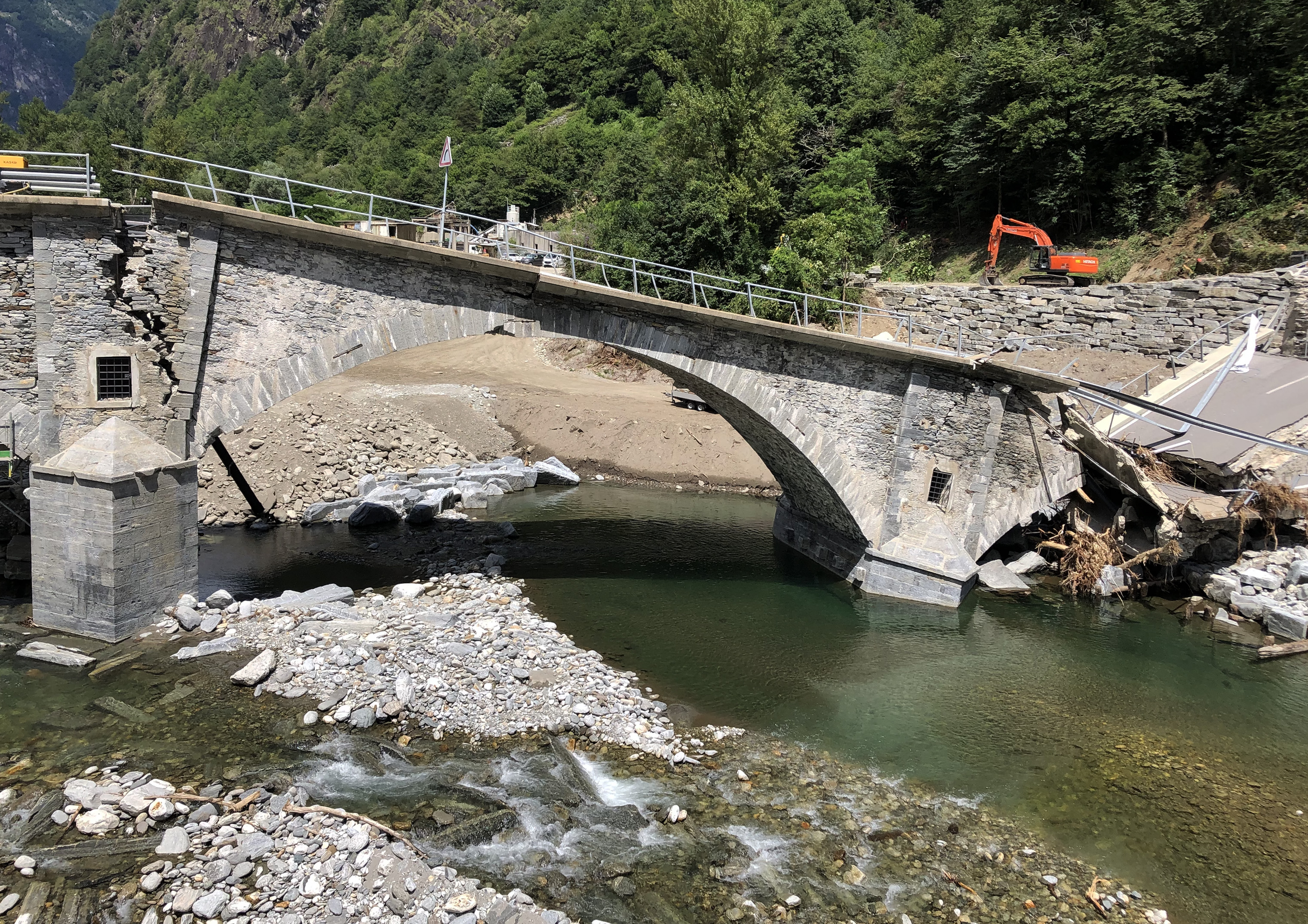
Mittlerer Brückenbogen nach dem Hochwasser

Beim schweren Hochwasser vom 29. zum 30. Juni 2024 erfüllten die Ufersicherungen von Cevio ihren Zweck, lenkten jedoch die grossen Wassermassen gegen links ab, wo diese schliesslich beim östlichen Flusspfeiler die Steinlage am Flussgrund zerstörten und durch Auskolkung im kiesigen Untergrund das Bauwerk unterspülten, worauf der Mauerblock des Pfeilers in die Tiefe sank, während der Westpfeiler stehen blieb. Der östliche und der mittlere Brückenbogen verloren ihren Halt; der Bogen auf der Seite von Visletto zerbrach und stürzte zusammen; der mittlere Brückenbogen sank dagegen nur leicht beschädigt mit dem Ostpfeiler nach unten, ohne dass sein durch die Betoneinbauten verstärktes Mauerwerk auseinanderfiel. Die stromaufwärts an der Brücke angehängten technischen Installationen wurden bei der Katastrophe zerrissen.
Ab dem 30. Juni 2024 war die zerstörte Brücke nicht mehr benützbar. Der Fahrzeugverkehr und die Buslinie (Linie 315 der FART) im Maggiatal waren zunächst ganz unterbrochen. Nach wenigen Tagen hatte der Kanton Tessin die ehemalige Bahnbrücke provisorisch ausgebaut, damit Fussgänger und leichte Fahrzeuge den Fluss wieder überqueren konnten.
Im August 2024 liess der Kanton Tessin den beschädigten mittleren Bogen der Brücke kontrolliert zerstören. Dieser Teil des kulturgeschichtlich bedeutenden Bauwerks war so stark geschwächt, dass er nicht erhalten werden konnte. Ob der noch intakte Brückenbogen am rechten Ufer der Maggia erhalten werden kann, wird von Fachleuten untersucht. Bis voraussichtlich im November 2026 soll der Neubau stehen.

## Behelfsbrücke
Im Monat Juli 2024 entstand 100 Meter oberhalb der zerstörten Brücke eine Behelfsbrücke, womit die Verkehrsverbindung in das obere Maggiatal mit Fahrzeugen bis zu 32 Tonnen Gewicht provisorisch wiederhergestellt war. Dazu liess der Kanton Tessin durch private Baufirmen vom linken Ufer der Maggia aus eine Furt für Baumaschinen durch den Fluss und einen Damm bis in die Mitte des Flussbettes aufschütten und Betonwiderlager für die Ersatzbrücke erstellen. Dann baute ein Detachement des Katastrophenhilfe-Bereitschaftsbataillons der Schweizer Armee eine 61 Meter lange Mabey-Brücke ein, die im Einspurbetrieb benützt werden kann. Am 26. Juli gab der Kanton die provisorische Umfahrungsstrasse für den Verkehr frei.

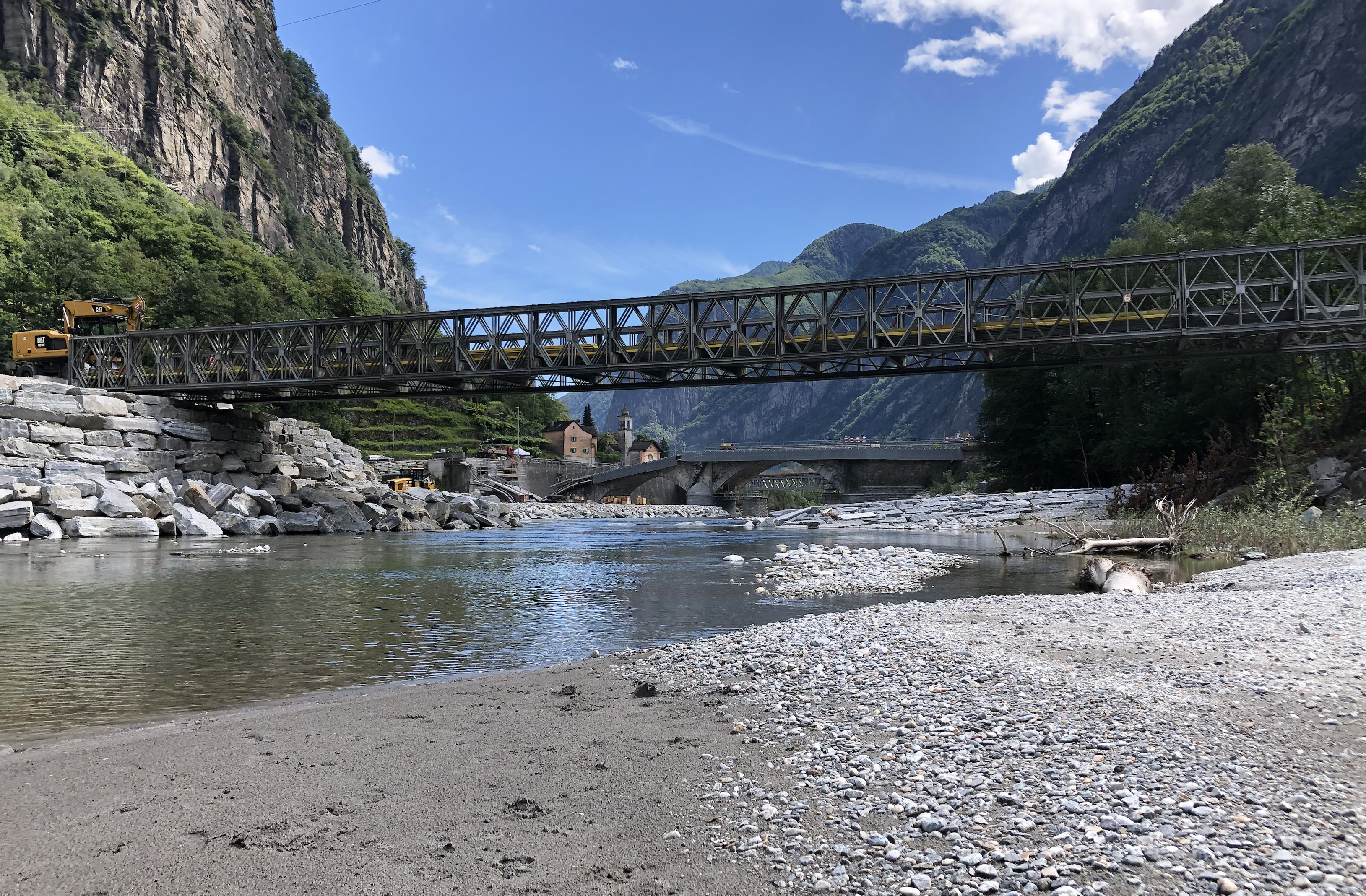
Militärische Behelfsbrücke
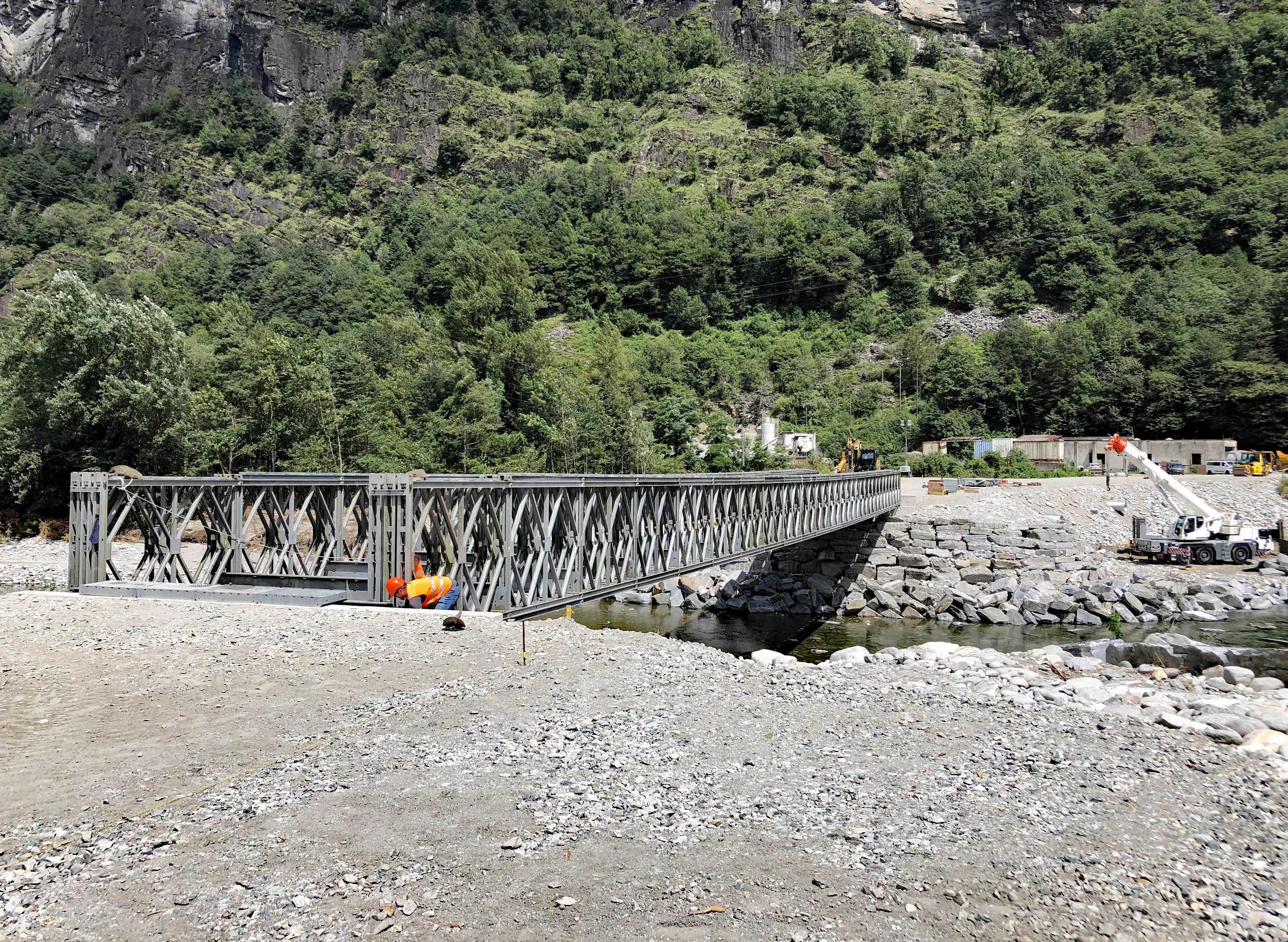
Behelfsbrücke nach dem Einbau